# ITTF Star Awards
ITTF Star Awards é uma premiação anual da Federação Internacional de Tênis de Mesa para congratular os melhores nomes da modalidade no ano.

## Palmarés
| 2013 | Zhang Jike   | Li Xiaoxia | Ma Lin*                    | Anna-Carin Ahlquist | Zhang Jike | Liu Shiwen | Timo Boll    | —            | —                         | —                 |
| 2014 | Quadri Aruna | Ding Ning  | Álvaro Valera Muñoz-Vargas | Sandra Paović       | —          | —          | Quadri Aruna | Pedro Rufino | Liu Jia                   | —                 |
| 2015 | Ma Long      | Liu Shiwen | David Jacobs               | Borislava Perić     | —          | —          | Fang Bo      | Liu Guoliang | Linor Çitaku Vlona Maloku | Mima Ito          |
| 2016 | Ma Long      | Ding Ning  | Laurens Devos              | Liu Jing            | —          | —          | Fan Zhendong | Liu Guoliang | Rinad Fathy               | Miu Hirano        |
| 2017 | Timo Boll    | Ding Ning  | Viktor Didukh              | Neslihan Kavas      | —          | —          | Ding Ning    | Jörg Roßkopf | Irvin Bertrand            | Tomokazu Harimoto |
| "—" indica que a categoria não existia naquele ano. - * - Não confudir com o mesatenista Ma Lin, também da China. |              |            |                            |                     |            |            |              |              |                           |                   |